# Donamon Castle
Donamon Castle, auch Dunamon Castle, (irisch Caisleán Dhún Iomáin) ist ein Schloss auf einem Hügel über dem River Suck in der Nähe von Williamstown im irischen County Roscommon. Es gehört zu den ältesten, durchgehend bewohnten Gebäuden in Irland.

## Geschichte
Hier gab es eine Festung seit frühester Zeit; erstmals wurde „Dún Iomáin“ im Jahre 1154 in den Annalen der vier Meister erwähnt. Donamon war der Sitz des Clanchefs Ó Fionnachta des Clann Chonnmhaigh, einer der beiden Hauptzweige dieser Familie aus Connacht. 1232 ließ Adam de Staunton als Teil der normannischen Eroberung das Gelände weiter befestigen, aber die neue Festung wurde von den ortsansässigen O’Connors bereits im Folgejahr wieder zerstört. Die wiederaufgebaute Burg war 1294 von De Oddingseles bewohnt. Er starb in darauf folgenden Jahr. Die De Berminghams übernahmen dann das Anwesen, aber es wurde 1303 erneut von den O’Connors zerstört. 1307 wurden sie von den Burkes verdrängt, dessen Chef MacDavid genannt wurde. Die MacDavid Burkes bewohnten das Gebäude die nächsten 300 Jahre.
In den Eroberungs- und Enteignungskriegen des 17. Jahrhunderts kam eine Nebenlinie der Familie Caulfield in Besitz des Schlosses und des umgebenden Landes. Sie blieben während der gesamten protestantischen Vorherrschaft in Besitz des Anwesens.
Ende 1932 übernahm eine Einheit der IRA unter dem Kommando von Seán McCool und Mick Price Donamon Castle, um ein Trainingscamp für ihre Organisation aufzubauen.
1939 kamen die Steyler Missionare nach Irland und kauften das Schloss von der Irish Land Commission. Die Steyler-Mission ließ etliche neue Gebäude errichten, um einen Campus zu schaffen, auf dem Leute trainiert wurden, bevor sie in die Welt gesandt wurden. Das Schloss selbst ist heute noch das Zentrum der Steyler-Mission in Irland. Der Trainingscampus dient heute der Irish Wheelchair Association als nationales Ferienzentrum.